# Framgångspodden
Framgångspodden är ett poddradioprogram av Alexander Pärleros som hade premiär den 13 april 2015. Podden produceras av Panc Media.
Podden blev nominerad till Guldörat 2019 i kategorin Årets podd men vann inte priset.